# سان لورينزو دي هورتونس
بلدية سانت لورينس دورتونس (بالكاتالانية: Sant Llorenç d'Hortons) هي إحدى بلديات مقاطعة برشلونة، والتي تقع في منطقة كاتالونيا، شرق إسبانيا.
يبلغ عدد سكانها 2.219 نسمة وفقاً لإحصائية سنة (2007).